# Гольд, Виктор Моисеевич
Виктор Моисеевич Гольд (29 января 1938 — 1 января 2016, Красноярск) — доктор биологических наук, профессор, заслуженный деятель науки.

## Биография
Окончил Томский государственный университет.
На протяжении сорока лет возглавлял кафедру физиологии растений и микробиологии, пятнадцати лет — биологический факультет Красноярского государственного университета.

## Научный вклад
Под его руководством выполнено более сотни дипломных работ, защитились более тридцати кандидатов и докторов наук. 
В соавторстве с сотрудниками и учениками им опубликовано более трёхсот научных трудов, получено четыре авторских свидетельства. 
В. М. Гольд – неоднократный участник международных научных экспедиций.

## Награды и премии
- Медаль «За освоение целинных земель»[2].
- Медаль «За доблестный труд»[2].
- Медаль «За трудовую доблесть»[2].
- Почётный знак «За отличные успехи в работе»[2].
- Звания: Ветеран труда СФУ, Почетный работник высшего профессионального образования России[2].